# Giorgio Fieschi
Giorgio Fieschi (né à Gênes, Italie, alors dans la république de Gênes, et mort à Rome le 11 octobre 1461) est un cardinal génois du XVe siècle.
Il est l'oncle du cardinal Niccolò Fieschi (1503) et il est de la famille des papes Innocent IV et Adrien V et des cardinaux Guglielmo Fieschi (1244), Luca Fieschi (1300), Giovanni Fieschi (1378), Ludovico Fieschi  (1384), Lorenzo Fieschi (1706) et Adriano Fieschi (1834).

## Biographie
Fieschi est chanoine à Gênes. En 1433 il est nommé évêque de Mariana et en 1436 promu archevêque de Gênes. Le pape Eugène IV le crée cardinal lors du consistoire du 18 décembre 1439. Le cardinal Fieschi est évêque in commendam de Sagone de 1443 à 1445 et est nommé administrateur de Luni en 1446 et évêque in commendam de Noli en 1447. Fieschi est camerlingue du Sacré Collège en 1447 et évêque in commendam d'Albenga de 1448 à 1459. Il est légat du pape Nicolas V en Ligurie. En 1455 enfin il est nommé doyen du Collège des cardinaux.
Le cardinal Fieschi participe au conclave de 1447 (élection de Nicolas V) et aux conclaves de 1455 (élection de Calixte III) et de 1458 (élection de Pie II).